# Lukaskirche (Kirchberg an der Murr)

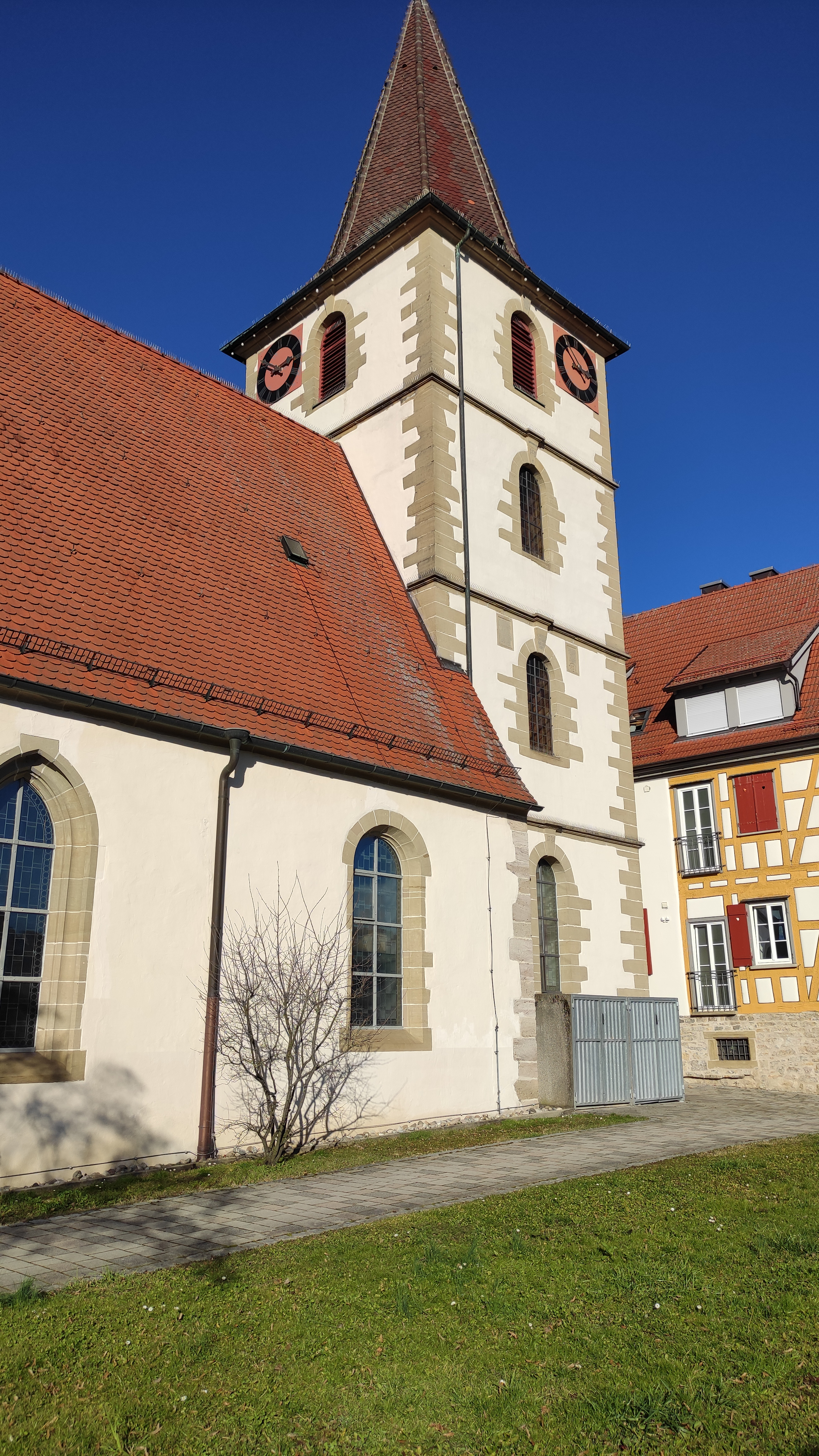
Lukaskirche in Kirchberg an der Murr

Die evangelische Lukaskirche steht in Kirchberg an der Murr, einer Gemeinde im Rems-Murr-Kreis in Baden-Württemberg. Das Bauwerk ist beim Landesamt für Denkmalpflege Baden-Württemberg als Baudenkmal eingetragen. Die Kirchengemeinde gehört zum Kirchenbezirk Marbach in der Evangelischen Landeskirche in Württemberg.

## Beschreibung
Die Saalkirche besteht aus einem 1779 nach Westen verlängerten Langhaus und einem Chorturm im Osten, dessen oberstes, mit einem achtseitigen Helm abgeschlossenes Geschoss die Turmuhr und den Glockenstuhl für vier Kirchenglocken beherbergt.
Der Innenraum ist als Quersaal gestaltet. Die Kirchenausstattung hat 1905 Heinrich Dolmetsch entworfen. Das Tafelbild über der Kanzel stammt von Rudolf Yelin dem Älteren.